# ゴアベイ

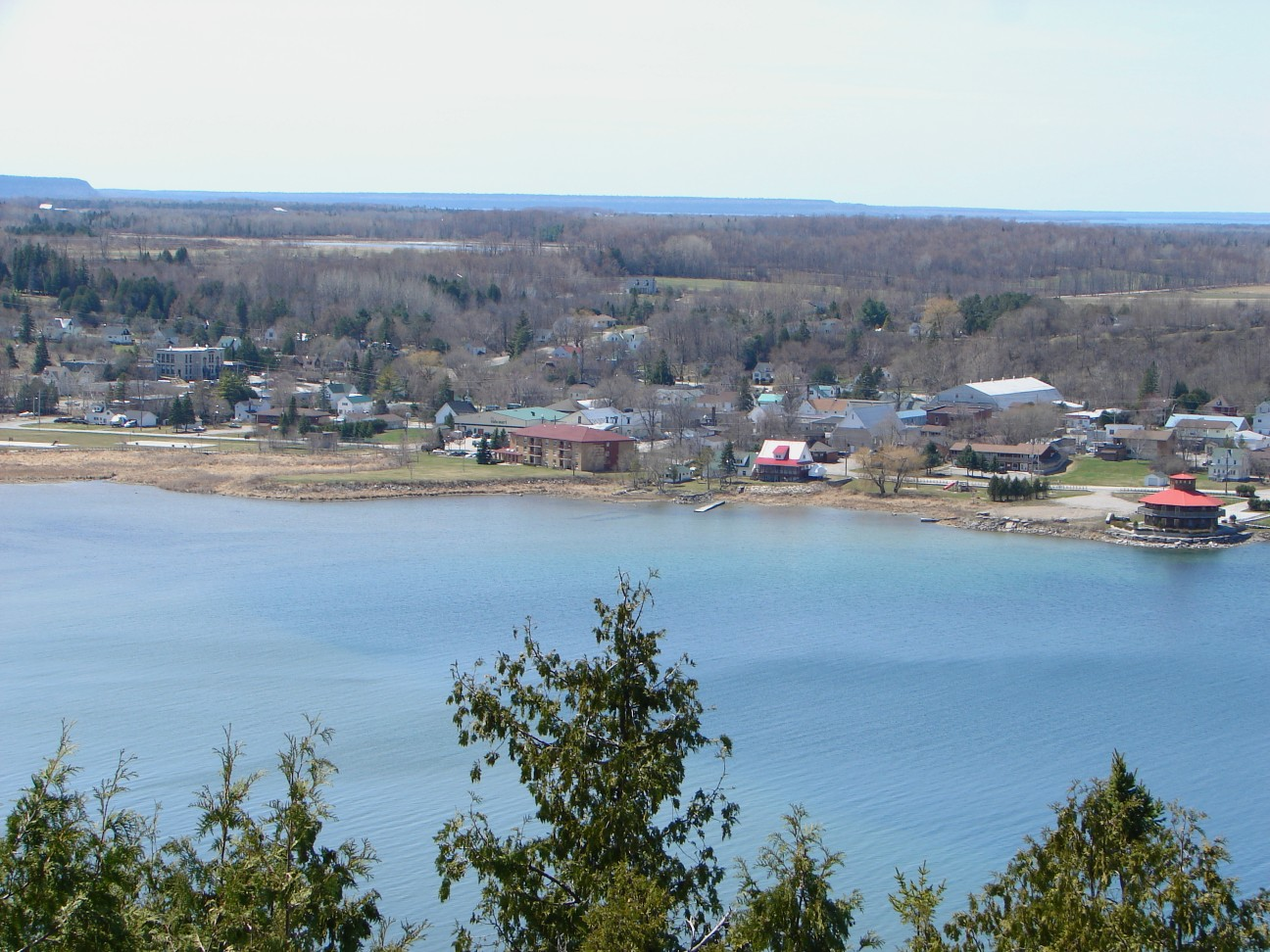
イーストブラフ・ルックアウトより望むゴア湾先の風景

ゴアベイ（英: Town of Gore Bay）は、カナダのオンタリオ州北部、マニトゥーリン地区の町で、人口は808人（2021年統計）。ジョージア湾（ヒューロン湖）の北岸のノース海峡（North Channel）に位置し、マニトゥーリン地区の地方府が置かれている。